# Michael Anton
Michael Anton (né en 1969) est un politologue et un conseiller en communication américain. Entre février 2017 et avril 2018, il est le directeur de la communication stratégique du United States National Security Council. À partir d'avril 2018, il travaille comme professeur au collège conservative Hillsdale College. En janvier 2025, il devient directeur de la planification politique sous la deuxième présidence de Donald Trump.

## Biographie
Après des études à l’U.C. Berkeley et à la Claremont Graduate University en Californie, il entre dans l'administration du président George W. Bush. En 2008, il s'engage comme conseiller pour la politique extérieure aux côtés de Rudy Giuliani, candidat aux primaires du Parti républicain. Dans les années suivantes, il travaille pour l'institut Citybank et pour la société d'investissement BlackRock.
En septembre 2016, il écrit, sous le pseudonyme Publius Decius Mus, l'article The Flight 93 Election, dans lequel il compare l'élection de Donald Trump à une rébellion de passagers dans un avion détourné par des terroristes. Il définit les trois piliers du trumpisme comme étant l'immigration, le commerce et la guerre. Grâce à la reprise de Rush Limbaugh et aux réponses de détracteurs de Trump, l'article gagne une notoriété considérable.
Son pseudonyme est dévoilé en 2017 quand il intègre l'administration de la Maison-Blanche. Cette découverte a également permis de l‘identifier comme l'auteur d'un autre essai datant de mars 2016, qui décrit les États-Unis comme un pays de colons, qui excuse l'America First Committee de l'entre-guerre et qui rejette toute immigration musulmane aux États-Unis. Il adhère à une philosophie straussienne et est perçu comme proche de l'alt-right.
Il entre dans l'administration américaine au début de l'année 2017. Il quitte la Maison-Blanche en avril 2018, avant l'arrivée de John Bolton.
Durant la campagne présidentielle de 2020, il soutient que les démocrates veulent détruire la démocratie américaine. Selon lui, les démocrates élimineraient délibérément les traces de leur conspiration, « afin que le jour venu vous ne pensiez pas qu'il s'agissait d'une conspiration ».

## Publications (sélection)
- sous le pseudonyme de Nicholas Antongiavanni: The suit : a Machiavellian approach to men's style. New York : Collins, 2006,  (ISBN 0060891866).
- Iran and the Costs of Containment, dans : National Review, 2010
- sous le pseudonyme de Publius Decius Mus : The Flight 93 Election, chez CRM, 5 septembre 2016
- sous le pseudonyme de Publius Decius Mus : Towards a coherent, sensible Trumpism, dans The Unz Review, 10 mars 2016